# Турабовская
Турабовская — деревня в Вожегодском районе Вологодской области.
Входит в состав Явенгского сельского поселения, с точки зрения административно-территориального деления — в Явенгский сельсовет.
Расстояние до районного центра Вожеги по автодороге — 23 км, до центра муниципального образования Базы по прямой — 5 км. Ближайшие населённые пункты — Павловская, Козлово, Падинская, Погорелово, Щекотовская, Подсосенье.
По переписи 2002 года население — 3 человека.